# Maneco Muller
Manuel Bernardez Müller, mais conhecido como Maneco Muller (Rio de Janeiro, 27 de novembro de 1923 — 7 de dezembro de 2005) foi um  jornalista,  cronista esportivo, e precursor do colunismo social no Brasil. Maneco Muller adotava o pseudônimo Jacinto de Thormes retirado de um personagem de Eça de Queirós em A Cidade e as Serras. Ele trabalhou nos jornais  Diário Carioca, Correio da Manhã e Última Hora, e na revista O Cruzeiro (revista).
Maneco Muller era neto do ex-governador de Santa Catarina, Lauro Severiano Müller. Homem culto, elegante e gentil, é assim lembrado por aqueles que o conheceram. Frequentava festas e lugares badalados da época, amigo de várias personalidades; atingiu grande prestigio ente seus colegas.
Antes dele, os eventos sociais eram apenas descritos em notas amenas e objetivas, Maneco, contudo, passou a redigir crônicas que misturavam temas do colunismo social com questões da sociedade em geral.   Sua inspiração foi o colunismo social norte-americano do pós-guerra que divulgava notícias em primeira mão, ditava estilos de moda e elegância, ao mesmo tempo em que falava da vida social de magnatas, políticos e artistas.
Maneco Muller pretendia escrever um livro de memória e já havia reunido material com esse propósito, mas o projeto ficou inconcluso, por conta de seu estado de saúde e seu falecimento. É de sua autoria a apresentação do livro “Copacabana Palace, Um Hotel e Sua História” de Ricardo Boechat, lançado por ocasião da comemoração dos 80 anos da inauguração do hotel. 
Morreu no Rio de Janeiro vítima de problemas cardíacos, aos 82 anos, no Hospital São Lucas em Copacabana. Maneco  Muller chegou a ter uma ponte de safena implantada, mas não foi suficiente para impedir o agravamento de seu estado de saúde. 
Recentemente, quarenta e quatro crônicas de sua autoria, escritas nos anos 60, no jornal Última Hora, foram descobertas pelo jornalista Rafael Casé e reunidas no livro “O velho e a bola – A trajetória de Nilton Santos nas crônicas de Jacinto de Thormes, de Maneco Muller”. O livro foi lançado em seis de junho de 2013 na sede do Botafogo no Rio de Janeiro, resgatando uma faceta quase esquecida de Maneco Muller. Nilton Santos e Maneco eram grandes amigos, conversavam longamente e jogavam animadas partidas de futebol, foi desses encontros entre os dois craques, que nasceram as crônicas. Era uma homenagem de Maneco e do jornal Última Hora a Nilton Santos que encerrava a carreira aos 40 anos.
Maneco Muller também atuou em televisão, em programas de entrevistas,  debates, e noticiosos, era contratado da TV Educativa do Rio de Janeiro. Maneco foi casado com Gilda Muller, também jornalista da mesma emissora.
A prefeitura do Rio de Janeiro, em 2006, homenageou Jacinto de Thormes, dando seu nome a uma praça no bairro de Botafogo, na confluência das ruas Lauro Sodré e General Severiano.